# Dyschoriste pringlei
Dyschoriste pringlei là một loài thực vật có hoa trong họ Ô rô. Loài này được Greenm. mô tả khoa học đầu tiên năm 1905.